# استرانگ ۲۲۶۲۲
سیارک ۲۲۶۲۲ (به انگلیسی: 22622 Strong، نامگذاری:1998KV32) بیست و دو هزار و ششصد و بیست و دومین سیارک کشف شده‌است که در ۲۲ مه ۱۹۹۸ کشف شد.
قدر مطلق سیارک برابر ۱۶.۲ است.